# Miền đất hứa (manga)
Yakusoku no Neverland (Nhật: 約束のネバーランド Hepburn: Yakusoku no Nebārando, tựa tiếng Anh: The Promised Neverland) là bộ manga sáng tác bởi Shirai Kaiu và minh họa bởi Demizu Posuka. Bộ truyện được đăng trên tạp chí Weekly Shōnen Jump vào 1 tháng 8 năm 2016, với 10 tập tankōbon được Shueisha phát hành. Tại Việt Nam, truyện được IPM mua bản quyền và Nhà xuất bản Hà Nội phát hành dưới tên gọi là Miền đất hứa từ năm 2019. Viz Media đã cấp phép phát bộ truyện tại Bắc Mỹ trên tạp chí kỹ thuật số Weekly Shonen Jump. Bản anime truyền hình sản xuất bởi CloverWorks đã công chiếu từ tháng 1 đến tháng 3 năm 2019 trên chương trình chiếu đêm Noitamina, mùa thứ hai được phát sóng vào năm 2021.

## Nội dung
Câu chuyện nói về những đứa trẻ mồ côi cố gắng chạy trốn một trang trại để bảo toàn mạng sống khỏi lũ quỷ ăn thịt người.
Bối cảnh đặt vào năm 2045, Emma là cô bé mồ côi 11 tuổi sống trong một ngôi nhà cùng với 37 người anh chị em, cô có 2 người bạn thân thuở bé là Norman và Ray. Cuộc sống như chưa bao giờ tốt đẹp hơn; đồ ăn ngon, những chiếc giường êm ái, luôn trong một bộ quần áo sạch đến trắng xóa với tình thương từ người "Mẹ" nuôi Isabella, những đứa trẻ mồ côi có thể làm tất cả những mình muốn, nhưng luôn có một sự cấm kị dành cho chúng rằng không được đi qua cánh cổng, hay thậm chí một khu rừng dẫn ra thế giới bên ngoài.
Đêm nọ, Conny, một trong những đứa trẻ mồ côi, được Isabelle đưa đi để người khác nhận nuôi, chẳng may, cô bé để quên chú thỏ bông, Emma và Norman liền đem theo con thỏ bông để quên và đi theo Conny. Kinh hoàng khi thấy Conny chết trong một chiếc xe, họ nhận ra mình là những món hàng được nuôi để làm thức ăn cho bọn quái vật ma quỷ. Tệ hơn nữa khi biết Isabella, mẹ nuôi của họ chính là người ra tay giúp bọn quái vật đó, đã để mắt trông chừng và nghi ngờ. Quyết tâm rời khỏi ngôi nhà và bảo toàn mạng sống, Norman, Emma cùng Ray đã tìm cách để leo lên một bức tường thông qua thế giới bên ngoài, và trốn thoát cùng với 15 đứa trẻ trên 5 tuổi.

## Các chuyển thể

### Manga

Logo của bản tiếng Nhật

Shirai Kaiu và Demizu Posuka lần thứ hai hợp tác cùng nhau tạo nên bộ truyện, sau đó đăng lần đầu trên số 34 của tạp chí Weekly Shōnen Jump vào ngày 1 tháng 8 năm 2016, lần thứ nhất họ hợp tác là vào bộ truyện Popy no Negai. Ngày 25 tháng 7 năm 2016, Viz Media thông báo sẽ phát hành bản kỹ thuật số tiếng Anh với ba tập trên Weekly Shonen Jump bản tiếng Anh. Họ cũng sẽ phát bằng với thời gian phát truyện ở Nhật. Volume đầu tiên được phát hành tại Bắc Mỹ vào 7 tháng 12 năm 2017.

### Anime
Một bản anime truyền hình 12 tập được thông báo ở số 26 của Weekly Shōnen Jump ngày 28 tháng 5 năm 2018. Bắt đầu công chiếu từ ngày 11 tháng 2 đến 29 tháng 3 nám 2019 trên chương trình chiếu đêm Noitamina của Fuji TV Phần hoạt họa do CloverWorks thực hiện và Mamoru Kanbe đạo diễn, Kazuaki Shimada trợ giúp thiết kế nhân vật và Takahiro Obata đảm nhận phần soạn nhạc. Ban nhạc rock UVERworld biểu diễn ca khúc chủ đề mở đầu "Touch Of", còn lại Cö shu Nie biểu diễn bài hát chủ đề kết thúc "Zettai Zetsumei". Aniplex of America phát trực tuyến bộ anime trên các nền tảng như Crunchyroll, Hulu, FunimationNow và Hidive từ ngày 9 tháng 1 năm 2019. AnimeLab công chiếu song song bộ anime ở Úc và New Zealand. Ngày 28 tháng 3 năm 2019, Adult Swim thông báo bộ anime sẽ đượt phát sóng trên chương trình Toonami từ 13 tháng 4 năm 2019.
Mùa thứ hai được phát sóng vào năm 2021.

## Đón nhận
Miền đất hứa được đề cử 43 điểm cho giải "Executive Committe" của Manga Taishō lần thứ 10 vào năm 2017, bộ truyện cũng được đề cử 26 điểm cho lần thứ 11 vào 2018. Tháng 8 năm 2017, bộ truyện đạt 1,5 triệu bản in, tháng 10 cùng năm là thời điểm đạt 2,1 triệu bản in, tháng 9 năm 2018, 10 volume đầu đã có 6 triệu bản in. Rebecca Silverman từ Anime News Network cho rằng rất thích volume 1 và cho volume đó điểm A-, ca ngợi phần cốt truyện. Tháng 1 năm 2018, bộ manga thắng hạng mục Shōnen tại Shogakukan Manga Award lần thứ 63.